# Litteau
Litteau est une commune française, située dans le département du Calvados en région Normandie, peuplée de 276 habitants.

## Géographie
Litteau est située à la lisière de la forêt domaniale de Balleroy à la limite entre les départements de la Manche et du Calvados, à vingt kilomètres de Bayeux et à quinze kilomètres de Saint-Lô.
| Montfiquet       | Montfiquet       | Montfiquet, La Bazoque |
| Bérigny (Manche) | Litteau          | La Bazoque             |
| Bérigny (Manche) | Bérigny (Manche) | La Bazoque             |

### Hydrographie
La commune est située dans le bassin Seine-Normandie. Elle est drainée par le cours d'eau 01 du Mauny, le cours d'eau 01 du Vaucrevon, le cours d'eau 01 du Moulin des Essarts et le fossé 07 de l'Étang,,.

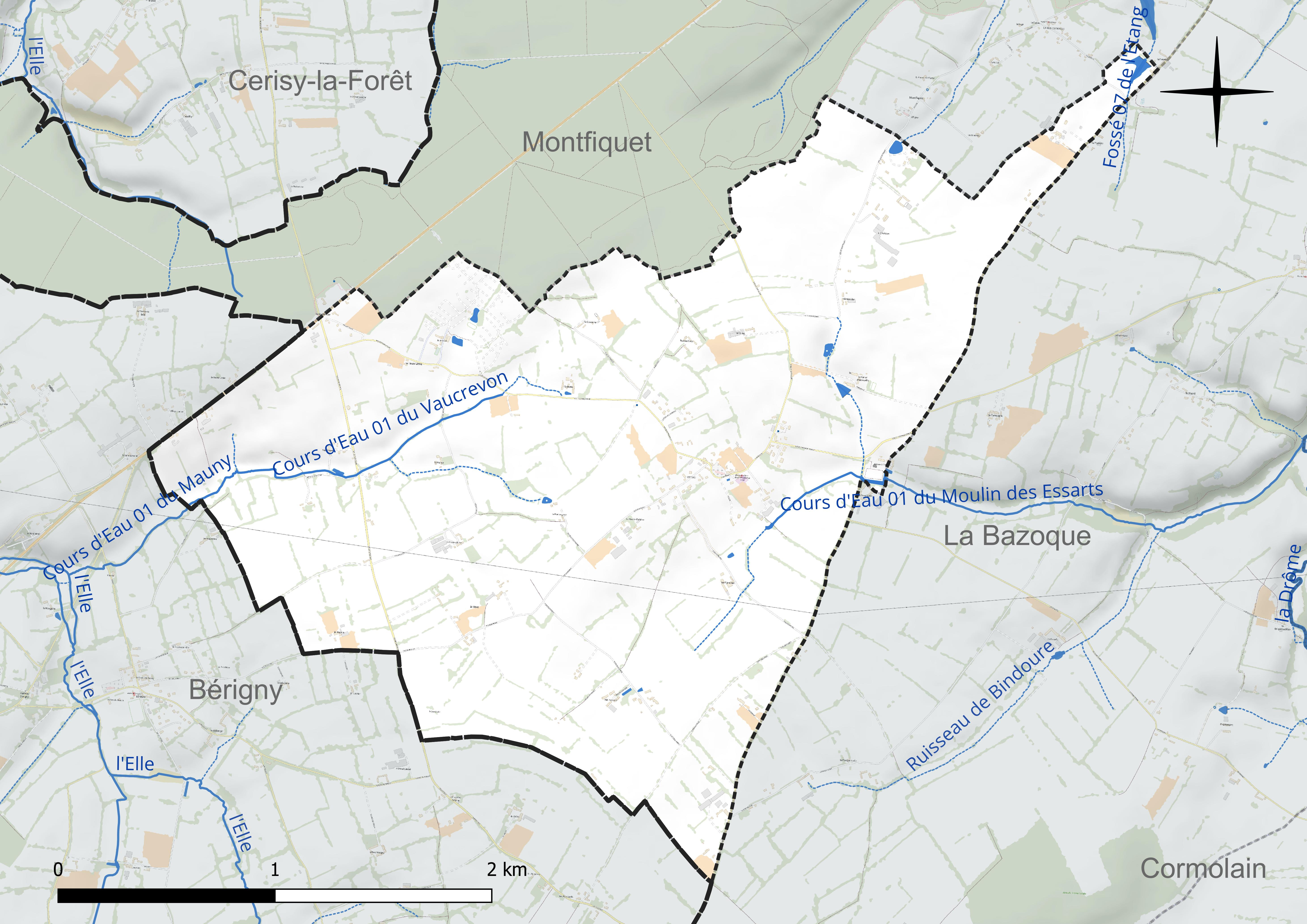
Réseau hydrographique de Litteau.

### Climat
Pour des articles plus généraux, voir Climat de la Normandie et Climat du Calvados.
En 2010, le climat de la commune est de type climat océanique franc, selon une étude du CNRS s'appuyant sur une série de données couvrant la période 1971-2000. En 2020, Météo-France publie une typologie des climats de la France métropolitaine dans laquelle la commune est exposée à un climat océanique et est dans la région climatique  Normandie (Cotentin, Orne), caractérisée par une pluviométrie relativement élevée (850 mm/a) et un été frais (15,5 °C) et venté. Parallèlement le GIEC normand, un groupe régional d'experts sur le climat, différencie quant à lui, dans une étude de 2020, trois grands types de climats pour la région Normandie, nuancés à une échelle plus fine par les facteurs géographiques locaux. La commune est, selon ce zonage, exposée à un « climat contrasté des collines », correspondant au Bocage normand, bien arrosé, voire très arrosé sur les reliefs les plus exposés au flux d'ouest, et frais en raison de l'altitude.
Pour la période 1971-2000, la température annuelle moyenne est de 10,4 °C, avec  une amplitude thermique annuelle de 12,1 °C. Le cumul annuel moyen de précipitations est de 915 mm, avec 13,6 jours de précipitations en janvier et 7,8 jours en juillet. Pour la période 1991-2020, la température moyenne annuelle observée sur la station météorologique la plus proche, située sur la commune de Balleroy-sur-Drôme à 6 km à vol d'oiseau, est de 11,2 °C et le cumul annuel moyen de précipitations est de 924,3 mm,. Pour l'avenir, les paramètres climatiques de la commune estimés pour 2050 selon différents scénarios d'émission de gaz à effet de serre sont consultables sur un site dédié publié par Météo-France en novembre 2022.

## Urbanisme

### Typologie
Au 1er janvier 2024, Litteau est catégorisée commune rurale à habitat très dispersé, selon la nouvelle grille communale de densité à 7 niveaux définie par l'Insee en 2022.
Elle est située hors unité urbaine et hors attraction des villes,.

### Occupation des sols
L'occupation des sols de la commune, telle qu'elle ressort de la base de données européenne d'occupation biophysique des sols Corine Land Cover (CLC), est marquée par l'importance des territoires agricoles (96 % en 2018), une proportion sensiblement équivalente à celle de 1990 (95,6 %). La répartition détaillée en 2018 est la suivante : 
prairies (53,9 %), terres arables (33,4 %), zones agricoles hétérogènes (8,7 %), zones urbanisées (3,6 %), forêts (0,4 %). L'évolution de l'occupation des sols de la commune et de ses infrastructures peut être observée sur les différentes représentations cartographiques du territoire : la carte de Cassini (XVIIIe siècle), la carte d'état-major (1820-1866) et les cartes ou photos aériennes de l'IGN pour la période actuelle (1950 à aujourd'hui).

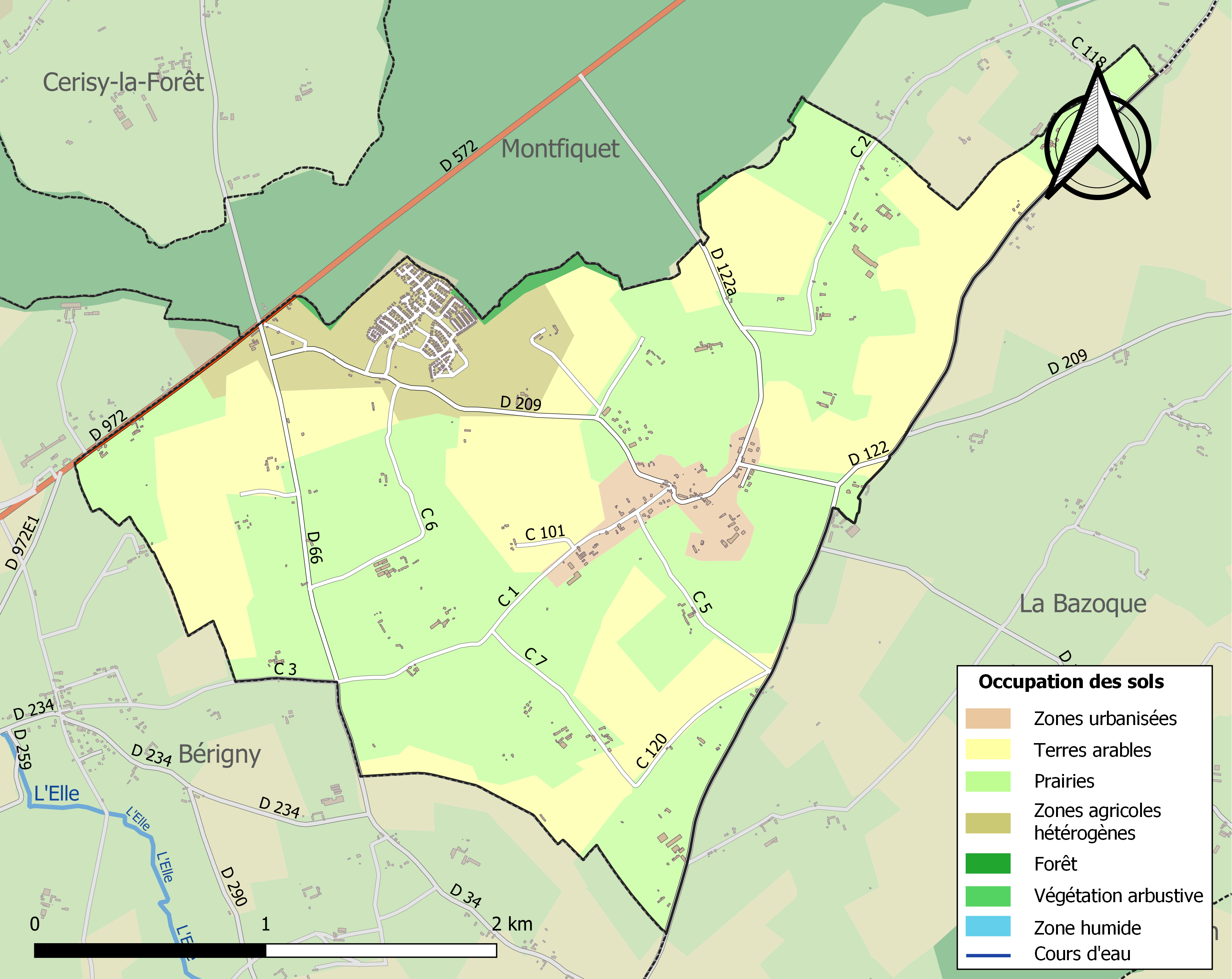
Carte des infrastructures et de l'occupation des sols de la commune en 2018 (CLC).

## Toponymie
Le nom de la localité est attesté sous la forme Litteaux en 1604 (aveux de la vicomté de Vire), Litaoulx en 1653 (Tassin).
L'origine du toponyme n'est pas clairement établie et n'est l'objet que d'hypothèses. Selon Albert Dauzat et Charles Rostaing, il pourrait être issu d'un anthroponyme germanique tel que Liut , tandis que Ernest Nègre et René Lepelley proposent l'ancien français listel, « bordure », « lisière »,.

## Politique et administration
| Période                                  | Période   | Identité          | Étiquette | Qualité                        |
| ---------------------------------------- | --------- | ----------------- | --------- | ------------------------------ |
| ?                                        | mars 2001 | Daniel Thomasse   |           |                                |
| mars 2001                                | août 2014 | Jean Le Boulanger | SE        | Professeur des écoles retraité |
| août 2014                                | mai 2020  | Patrick Delahaye  | SE        | Technicien                     |
| mai 2020                                 | En cours  | Savanna Bonhomme  | SE        |                                |
| Les données manquantes sont à compléter. |           |                   |           |                                |

Le conseil municipal est composé de onze membres dont le maire et trois adjoints.

## Démographie
L'évolution du nombre d'habitants est connue à travers les recensements de la population effectués dans la commune depuis 1793. Pour les communes de moins de 10 000 habitants, une enquête de recensement portant sur toute la population est réalisée tous les cinq ans, les populations de référence des années intermédiaires étant quant à elles estimées par interpolation ou extrapolation. Pour la commune, le premier recensement exhaustif entrant dans le cadre du nouveau dispositif a été réalisé en 2007.
En 2022, la commune comptait 276 habitants, en évolution de −3,83 % par rapport à 2016 (Calvados : +1,58 %, France hors Mayotte : +2,11 %).
Litteau a compté jusqu'à 806 habitants en 1806.
| 1793 | 1800 | 1806 | 1821 | 1831 | 1836 | 1841 | 1846 | 1851 |
| ---- | ---- | ---- | ---- | ---- | ---- | ---- | ---- | ---- |
| 708  | 486  | 806  | 621  | 589  | 644  | 618  | 582  | 576  |

| 1856 | 1861 | 1866 | 1872 | 1881 | 1886 | 1891 | 1896 | 1901 |
| ---- | ---- | ---- | ---- | ---- | ---- | ---- | ---- | ---- |
| 554  | 514  | 515  | 506  | 497  | 462  | 432  | 424  | 410  |

| 1906 | 1911 | 1921 | 1926 | 1931 | 1936 | 1946 | 1954 | 1962 |
| ---- | ---- | ---- | ---- | ---- | ---- | ---- | ---- | ---- |
| 382  | 374  | 319  | 321  | 319  | 313  | 333  | 325  | 278  |

| 1968 | 1975 | 1982 | 1990 | 1999 | 2006 | 2007 | 2012 | 2017 |
| ---- | ---- | ---- | ---- | ---- | ---- | ---- | ---- | ---- |
| 253  | 241  | 227  | 217  | 214  | 242  | 246  | 276  | 293  |

| 2022 | - | - | - | - | - | - | - | - |
| ---- | - | - | - | - | - | - | - | - |
| 276  | - | - | - | - | - | - | - | - |

## Lieux et monuments
- Château de Taillebois : il fut la propriété de la famille Guérin, qui en prit le nom[réf. nécessaire]. Les Guérin de Litteau possédaient aussi le manoir d'Hérouville. Le poète Hippolyte Guérin de Litteau, fils d'un maître de forges établi dans la Nièvre, est issu de cette famille.
- Église Notre-Dame du XIIIe.

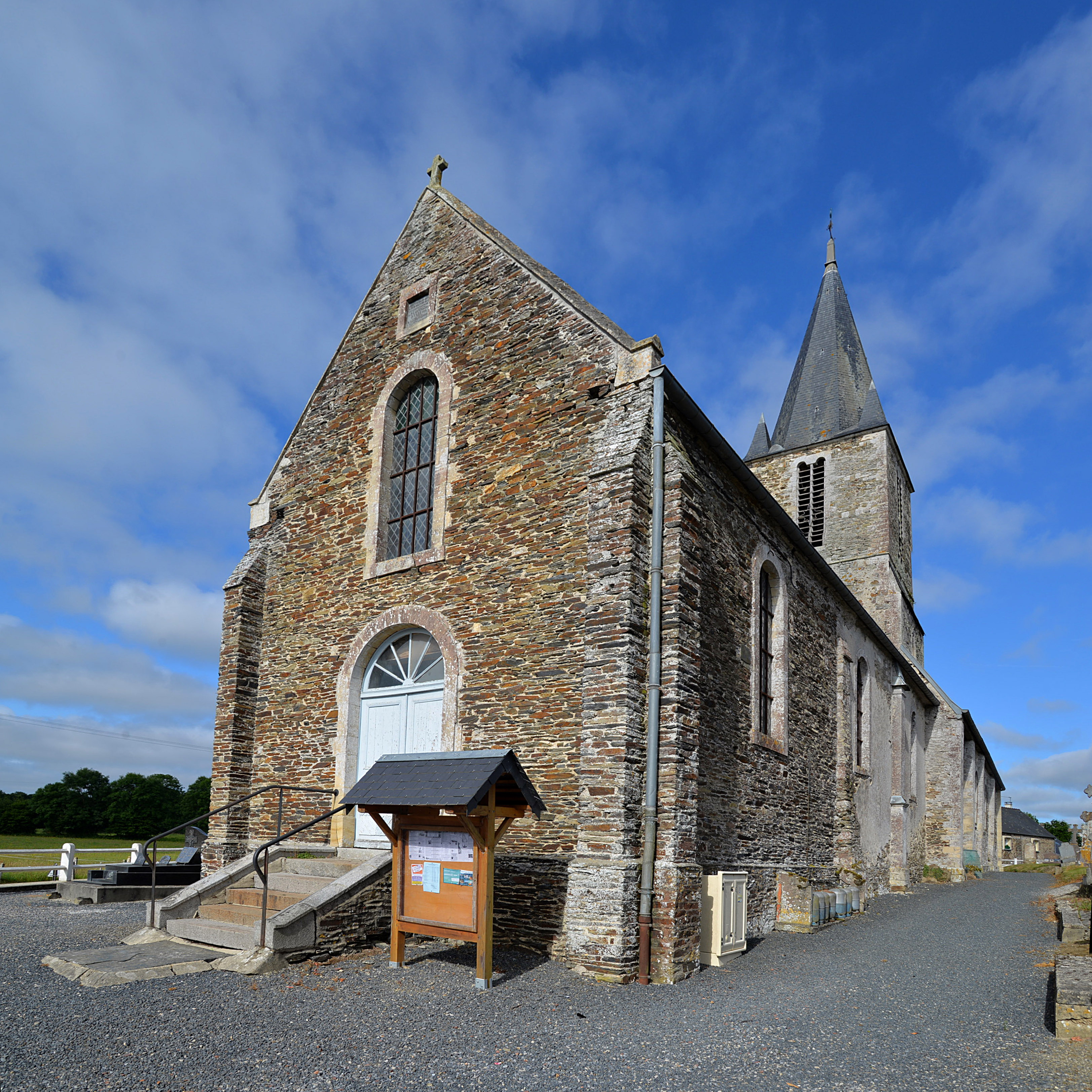
L'église Notre-Dame-de-l'Assomption. Vue nord-est.
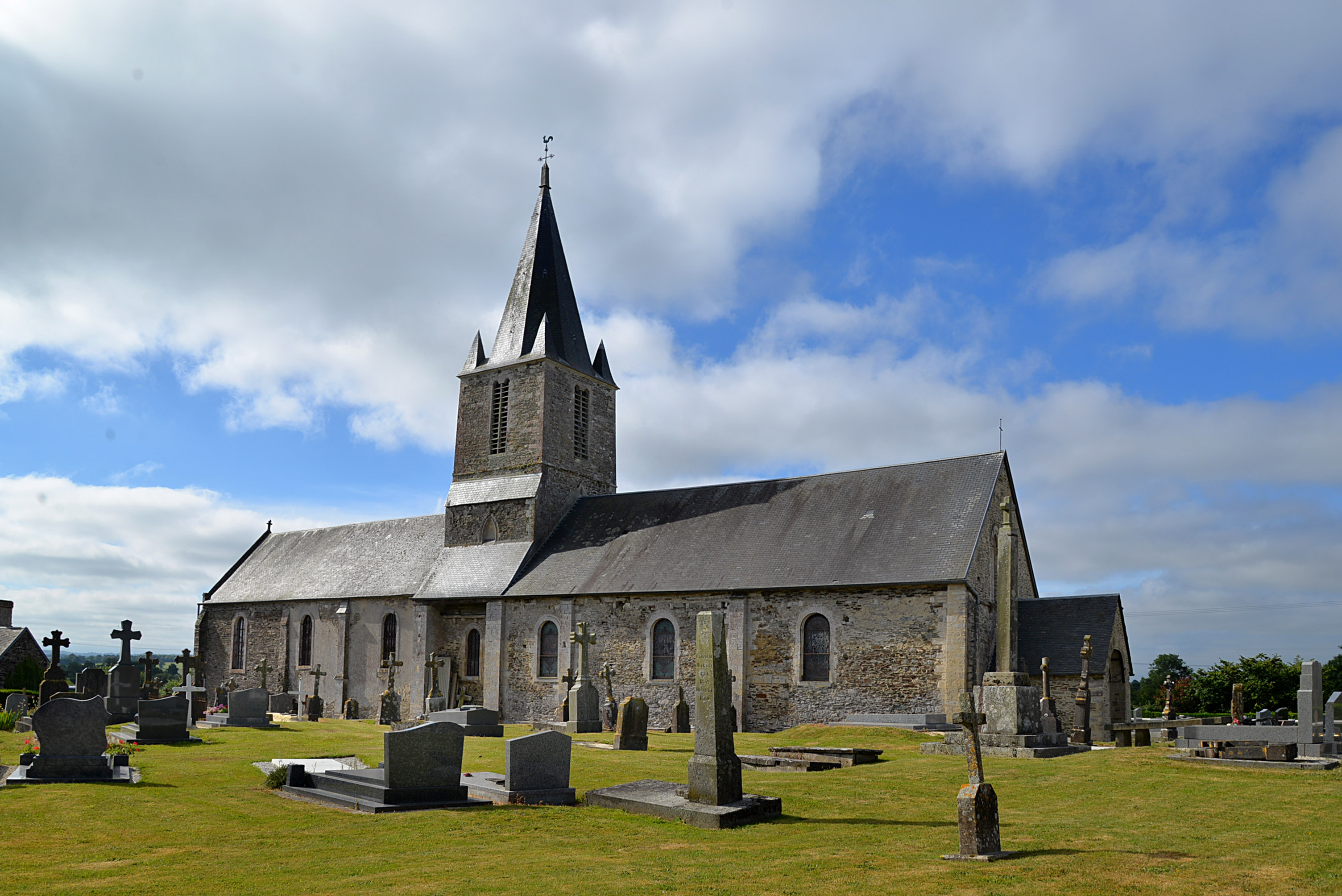
L'église Notre-Dame-de-l'Assomption. Vue nord-ouest.
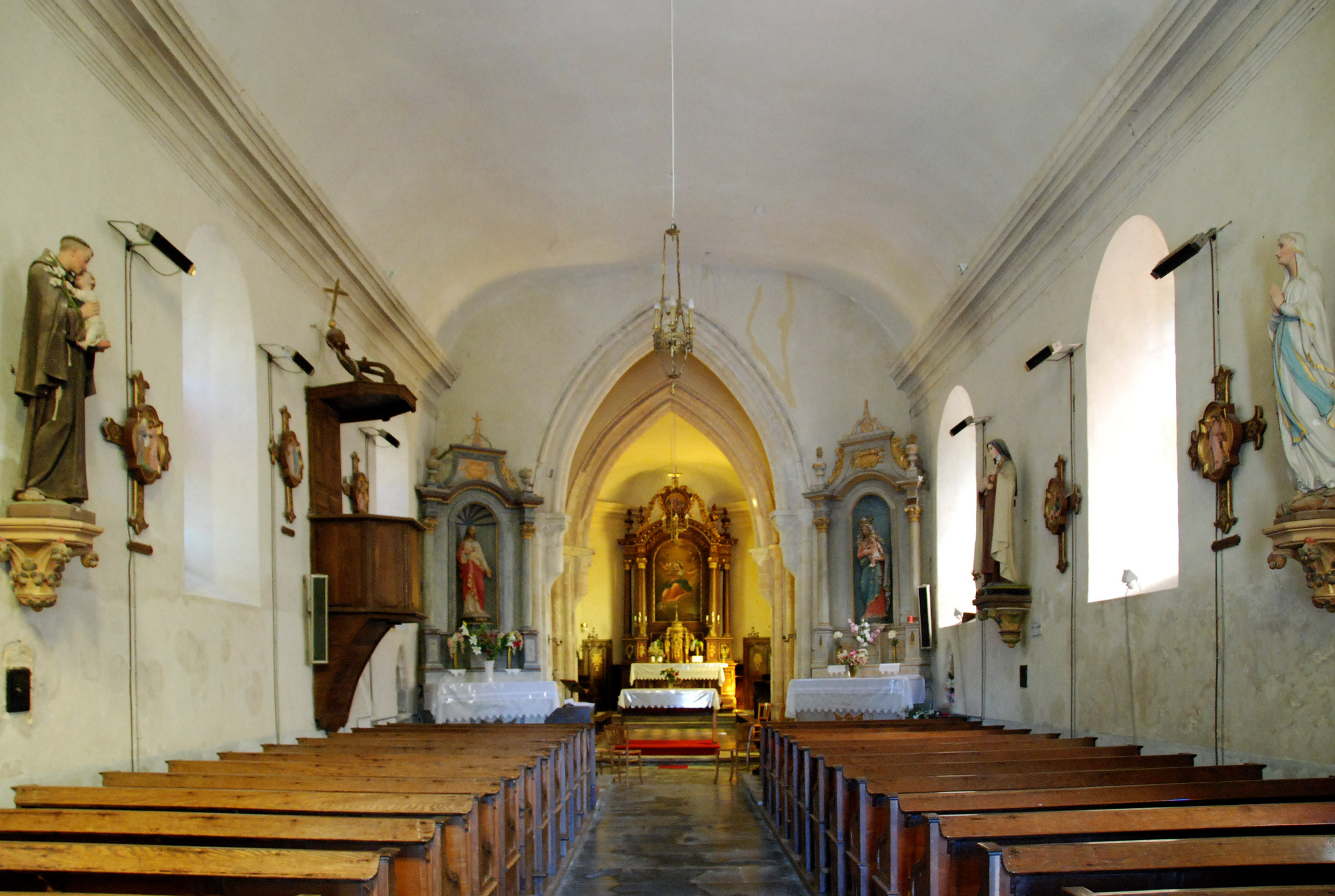
La nef de l'église Notre-Dame-de-l'Assomption.

## Personnalités liées à la commune
- Hippolyte Guérin de Litteau (1797 à Litteau - 1861), poète.